# غوستاف كارل فيلهلم هيرمان كارستن
غوستاف كارل فيلهلم هيرمان كارستن (بالألمانية: Hermann Karsten)‏ (و. 1817 – 1908 م) هو عالم نبات، وسرخسياتي من الاتحاد الألماني . ولد في اشترالزوند.
وهو عضو في الأكاديمية الألمانية للعلوم ليوبولدينا.
توفي في سوبوت.